# Tabanus noctuinus
Tabanus noctuinus är en tvåvingeart som beskrevs av Schuurmans Stekhoven 1926. Tabanus noctuinus ingår i släktet Tabanus och familjen bromsar. Inga underarter finns listade i Catalogue of Life.